# Arguda albiscutulata
Arguda albiscutulata är en fjärilsart som beskrevs av De Lajonquière 1979. Arguda albiscutulata ingår i släktet Arguda och familjen ädelspinnare. Inga underarter finns listade i Catalogue of Life.